# CD Sebastián Masana
Este artículo refiere al CD que acompaña la edición del libro titulado Gerardo Masana y la Fundación de Les Luthiers escrito en 2004 por el argentino Sebastián Masana.
El CD es un compendio de obras que pertenecen a los orígenes del conjunto argentino de instrumentos informales Les Luthiers y se vende únicamente con la edición del libro que relata los orígenes tanto del fundador de Les Luthiers, Gerardo Masana, como así también los primeros años de dicho grupo.
Actualmente se puede adquirir en librerías de toda América Latina, como así también de España.

## Contenido
- Sobre las olas

- Il figlio del pirata

Fragmento
- Palabras de Gerardo Masana

- Blues de Tarzán

- Palabras de Gerardo Masana (II)

- Valencia

- Té para Ramona

- Teorema de Thales

- Zamba de la ausencia

- El alegre cazador que vuelve a su casa con un fuerte dolor acá

- Chanson de Les Luthiers

- Cantata Laxatón

Selección de fragmentos
- Voglio entrare per la finestra

- Zapatos rotos

Versión Libre